# Pediana paradoxa
Pediana paradoxa är en spindelart som beskrevs av Hirst 1996. Pediana paradoxa ingår i släktet Pediana och familjen jättekrabbspindlar.
Artens utbredningsområde är Sydaustralien. Inga underarter finns listade i Catalogue of Life.